# Mausoleo de José María de la Cruz
El Mausoleo de José María de la Cruz Prieto es el lugar de entierro del general argentino José María de la Cruz Prieto, quien fue parte del proceso de Independencia de Chile. Este lugar de descanso fue declarado Monumento nacional de Chile y se encuentra en el interior del Cementerio General de la ciudad de Concepción, Chile.

## Antecedentes
El  mausoleo de José María de la Cruz, es una bella obra de arquitectura que fue construido en el 1879. En donde descansa los restos del general y héroe que se destacó en las campañas de la independencia y de la Guerra la Confederación Perú.   por lo cual es uno de los más antiguo del Cementerio Fue declarado monumento Nacional e Histórico en septiembre de 1989.

## Historia
José María de la Cruz Prieto nació en Concepción el 25 de marzo de 1799. A los 12 años entra como cadete al regimiento Los Dragones, después fue un miembro de la Gran Guardia en Chillán. También luchó junto a Bernardo O'Higgins, como su ayudante en la lucha por la independencia. En la época de la reconquista vivió en Mendoza, donde fue Oficial del Ejército de los Andes. Fue parte de la Batalla de Chacabuco, para posteriormente ser promovido a capitán y destinado a Arauco, sin antes combatir junto a los independentistas en la Batalla de Maipú luego que fuera nombrado mayor fue condecorado con la legión del medito. Se retira del Ejército, pero continua en las filas de la revolución, y es nombrado por Diego Portales como ministro de guerra en el año en 1830.     
Fue el jefe de Estado Mayor y participar en la Guerra contra la Confederación Perú-Boliviana. Vuelve a Chile en donde fue nombrado Intendente de la provincia de Valparaíso y comandante General de marina por el presidente de ese entonces, Manuel Bulnes. En el año 1847, fue nombrado Intendente de la provincia de Concepción, y durante su gestión fue candidato a la presidencia de Chile, oponiéndose al centralismo de Manuel Montt. También en el mismo periodo realizó un esfuerzo revolucionario pero es derrotado en la Batalla de Loncomilla, el 8 de diciembre de 1851. Falleció en noviembre de 1873.

## Ubicación
Este monumento se encuentra en la Plaza que se llama Pedro del Río, ubicada en el Cementerio General de Concepción.    

## Restauración
Esta restauración fue realizada en el año 2014, por unos marmolistas expertos que perteneces a Museo de Bellas Artes de Santiago. También la Corporación Semco asumió el desafió de rescatar el patrimonio del Cementerio General, con la meta y objetivo de convertirlo en un lugar que este a cielo abierto en donde se valore el patrimonio Nacional.

## Arquitectura
Se trata de un mausoleo que es de tipo neoclásico, y sobre este, se eleva un obelisco hecho de mármol, con una ornamentación militar. Posee escudos de armas y unas guirnaldas hechas de flores.  